# アナ斬りっ
『アナ斬りっ』（あなぎりっ）は、2005年4月4日から同年7月1日まで、札幌テレビ放送で放送されていたトーク番組である。放送時間は、毎週月曜から金曜25:47 - 25:50（JST）。

## 概要
本番組は、札幌テレビ放送アナウンサーの福永俊介が「女子アナスナイパー」と称して、札幌テレビ放送の女性アナウンサーの真実に迫る番組として放送された。

## 斬られた人
出演順。
- 高山幸代
- 内山佳子
- 急式裕美
- 室田智美
- 相本幸子
- 石田久美子
- 鈴木亜紀
- 谷口祐子
- 吉田眞理子
- 熊谷明美
- 近藤麻智子
- 寺田礼子
- 宮田愛子